# Das Licht (Roman)
Das Licht (Originaltitel: Outside Looking In) ist ein Roman des US-amerikanischen Schriftstellers T. C. Boyle aus dem Jahr 2019, in dem die Geschichte einer Gruppe um Timothy Leary erzählt wird, die mit LSD experimentiert. Ins Deutsche übersetzt wurde das Buch von Dirk van Gunsteren.

## Inhalt
In den 1960er-Jahren glaubte die Gruppe um Timothy Leary an der Harvard University mit Hilfe von LSD das Bewusstsein erweitern zu können. Im Prolog wird eine legendäre Episode aus dem Leben des LSD-Entdeckers Albert Hofmann geschildert: der “Bicycle Day”, an dem Hofmann einen LSD-Selbstversuch unternahm.
Der Roman erzählt das Geschehen aus der Perspektive des Doktoranden Fitz Loney und seiner Frau Joanie: Die Anfänge an der Harvard-Universität, das Zwischenspiel in Mexiko und das Finale in der gemieteten 64-Zimmer-Residenz auf dem Lande. Es geht um das Erkunden der unbekannten Möglichkeiten von LSD, um den Gegensatz zwischen spießigen und neuen Lebensweisen und um das Sichverlieren in den sich daraus entwickelnden neuen Zwängen.

## Rezeption
„Eine Generation will die Welt aus den Angeln heben ... Der Roman, dessen große Stärke in der ausschweifenden historiografischen Rekonstruktion liegt, endet ... mit der wenig überraschenden und absolut jugendfreien Pointe, dass solche Träume zu nichts führen.“

## Buch
- T. C. Boyle: Das Licht, Aus dem Amerikanischen von Dirk van Gunsteren, Carl Hanser Verlag, München 2019, ISBN 978-3-446-26164-8.